# Каваками, Хадзимэ
Хадзимэ Каваками (яп. 河上 肇, 20 октября 1879 — 30 января 1946) — японский революционер, философ-марксист и экономист периодов Тайсё и ранней Сёва.

## Биография
Родился в Ямагути, окончил отделение политических наук юридического факультета Токийского императорского университета. Писал для газеты Ёмиури Симбун, затем получил профессуру в Киотском императорском университете, где преподавал экономику.
В молодости в поисках решения проблемы бедности обращался к толстовству, нравственным принципам христианства и китайского философа-конфуцианца Мэн-цзы. Познакомившись с трудами вначале классической политэкономии, а затем Маркса, Энгельса и Ленина, стал склоняться в сторону марксизма, на позиции которого он окончательно перешёл после Октябрьской революции в России.
Из-за того, что Япония и Германия стали врагами в Первой мировой войне, в 1914 году вынужденно покинул Берлин, чтобы избежать интернирования как вражеского гражданина. 
В 1919 году в издаваемом им журнале социалистической ориентации Сякай мондай кэнкю («Изучение социальных проблем») были напечатаны полные переводы работы Маркса «Наёмный труд и капитал» и «Заработная плата, цена и прибыль». Хадзимэ Каваками выступил автором сочинений «Изучение материалистического взгляда на историю» («Юибуцусикан кэнкю», 1919), «Структура общества и социальная революция» (1922), «Краткое толкование материалистического взгляда на историю» (1922).
Несмотря на полицейский террор, продолжал заниматься политической борьбой. Во время инцидента 15 марта 1928 года был задержан и уволен из университета как подрывной элемент. В 1932 году вступил в ряды тогда нелегальной Коммунистической партии Японии, за что был арестован в 1933 году и отправлен в тюрьму, где провёл четыре года. После освобождения в 1937 году он перевел «Капитал» с немецкого на японский. Его труды «Введение в „Капитал“» («Сихонрон нюмон») и «Ленинская диалектика» («Рэнин-но бэнсех?») оказали большое влияние на распространение марксизма в Японии. Каваками посвятил остаток своей жизни написанию эссе, романов, поэзии и автобиографии. Последняя была составлена тайно между 1943 и 1945 годами и издана в 1946 году, став бестселлером.